# Gaston Rouxel
Gaston Rouxel, anche noto come Guy Rouxel, (Saint-Brieuc, 24 gennaio 1926 – Trémuson, 18 aprile 2016) è stato un calciatore francese, di ruolo portiere.

## Carriera

### Nazionale
Partecipò con la propria nazionale ai Giochi olimpici del 1948.